# Setophaga kirtlandii
Setophaga kirtlandii là một loài chim trong họ Parulidae.